# Ramatuelle

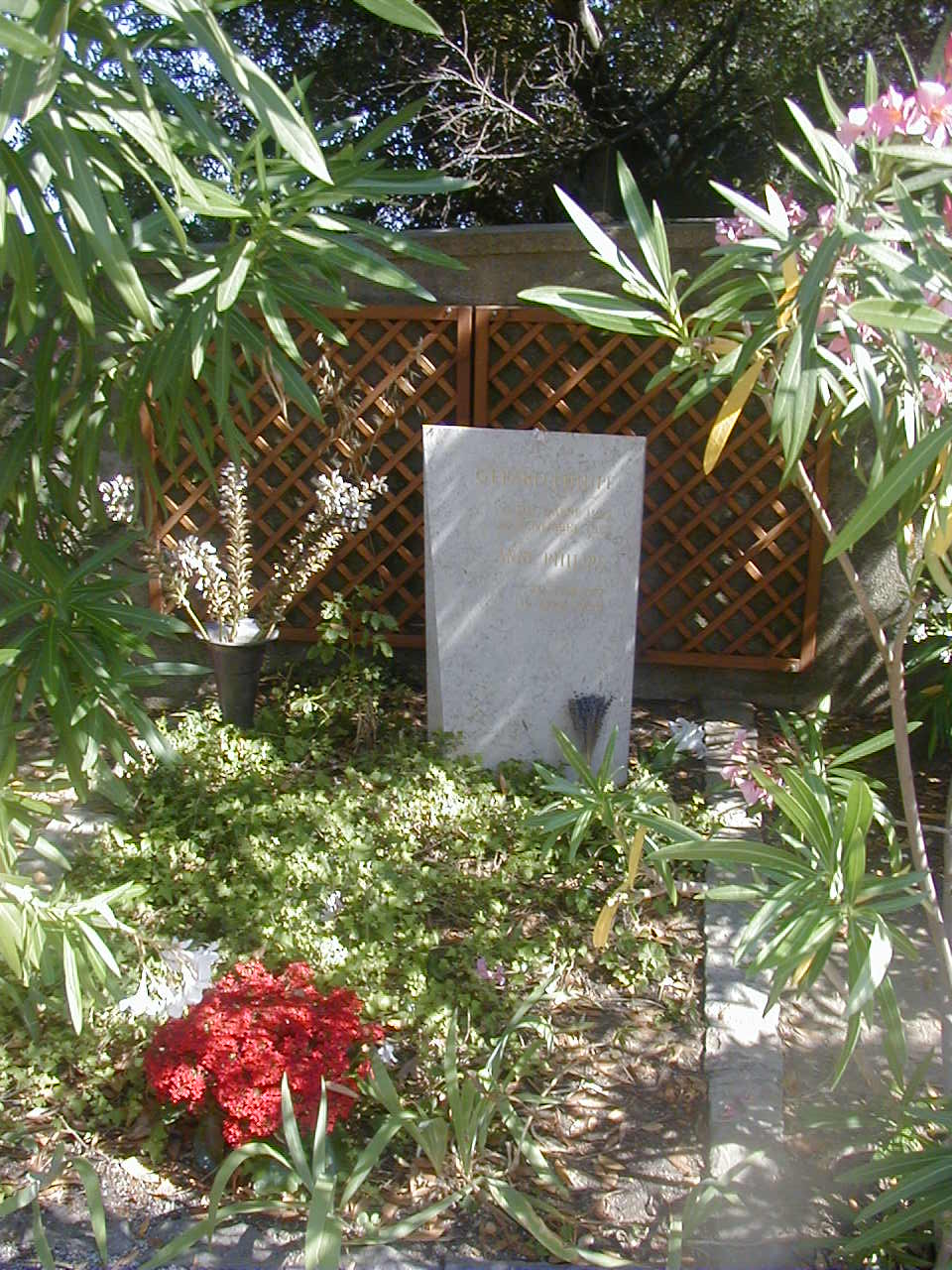
Hrob Gérarda Philipa na místním hřbitově

Ramatuelle ([ramatüel]) je obec na jihu Francie v departementu Var v regionu Provence-Alpes-Côte d'Azur. Leží na Poloostrově Saint-Tropez na Azurovém pobřeží. Na severu sousedí se slavným letoviskem Saint-Tropez, na západě s obcemi Gassin a La Croix-Valmer a z východu je omývána Středozemním mořem. 
Ramatuelle má přibližně 2 000 stálých obyvatel, v letních měsících je však toto číslo výrazně vyšší. Obec totiž díky svým oblíbeným plážím, včetně proslulé Pampelonne, a malebné provensálské architektuře přitahuje zejména v letním období mnoho turistů. Letní prázdiny zde ve svém domě trávil také herec Gérard Philipe, který je se svou ženou pohřben na místním hřbitově. Jeho jméno nese i základní škola, která stojí hned vedle hřbitova.

## Historie
Počátky Ramatuelle sahají do 10. století, kdy byla vybudována na kopci jako opevněné sídlo chránící obyvatele před pirátskými nájezdy. Název obce je pravděpodobně odvozen z arabského Rahmatu Allah („Boží milost“), což odkazuje na období maurského vlivu v oblasti. Po staletí byla vesnice centrem zemědělství, vinařství a rybolovu. V druhé polovině 20. století  se stala vyhledávaným místem umělců a movitých návštěvníků díky své zachovalé architektuře a klidné atmosféře.

## Přírodní podmínky
Ramatuelle leží na svahu kopce s výhledem na slavnou pláž Pampelonne a Středozemní moře. Okolní krajina je tvořena vinicemi, olivovými háji, borovými lesy a makchií. Pobřeží nabízí jak dlouhé písečné pláže, tak malé zátoky skryté mezi skalami. Klimaticky patří k typickému středomořskému pásmu s horkými suchými léty a mírnými, vlhčími zimami. Oblast je ovlivněna i větrem mistrálem.

## Charakteristika obce
Středověká vesnice si zachovala svůj kruhový půdorys s úzkými, klikatými uličkami, kamennými domy s pastelovými fasádami a typickými středomořskými okenicemi. V původních domcích, které zdobí jasmín, bugenvilie či zimostráz, se nachází řemeslné dílny a restaurace. Srdcem Ramatuelle je náměstí Place de l'Ormeau, kde leží římskokatolický kostel Notre-Dame de l'Assomption a několik kaváren. Okraje obce nabízí výhledy na místní krajinu a Středozemní moře. Na kopci nad vesnicí lze spatřit středověký mlýn Les Moulins de Paillas.
V údolí pod historickou vesnicí se rozkládá množství vinic a menších osad, které jsou koncentrovány v okolí dlouhých písečných pláží Pampelonne a Tahiti, kde prestižní plážové kluby lákají prominentní hosty. Jde zároveň o místo, kde se natáčela slavná scéna s nudisty ve filmu Četník ze Saint Tropez (1965). Klidnější alternativou je pláž l'Escalet ukrytá mezi útesy na mysu Cap Camarat, kde se nachází i maják. 
Kromě vinařství a gastronomie je obec známá i kulturními akcemi, například každoročním Festivalem Ramatuelle, který přitahuje divadelníky a hudebníky z celé Francie. Místní obyvatele i turisty přitahuje také provensálský trh, jenž se koná každý čtvrtek a neděli dopoledne na náměstí Place de l'Ormeau. Prodávají se zde provensálská mýdla a bylinky, ale i oblečení, čerstvé ovoce či grilovaná kuřata.

## Osobnosti
- Gérard Philipe, herec
- Roger Vadim, režisér
- Brigitte Bardot, herečka
- Johnny Hallyday, rokenrolový zpěvák
- Eric Clapton, kytarista a zpěvák
- David Hamilton, fotograf